# السعودية في الألعاب العسكرية الدولية 2019
المملكة العربية السعودية شاركت في ألعاب العالم العسكرية في مدينة ووهان، بجمهورية الصين في الفترة من 18 إلى 27 أكتوبر 2019. وأرسلت وفداً يتكون من 41 رياضياً للتنافس في خمس رياضات مختلفة.

## المشاركات
| الرياضة                 | رجال | نساء | المجموع |
| ----------------------- | ---- | ---- | ------- |
| تايكوندو                | 6    | 0    | 6       |
| كرة الطاولة             | 4    | 0    | 4       |
| ركوب الدراجات           | 6    | 0    | 6       |
| سباقات المضمار والميدان | 16   | 0    | 16      |
| لعبة إطلاق نار          | 9    | 0    | 9       |

## قائمة المشاركين
تايكوندو
| - عسيري علي محمد 1992-12-16 - المبروك حمد محمد 1998-10-21 - بن دوخي هاشم 2001-09-13 | - السامي فهد سام 1997-05-27 - مبروك الماجد 1994-10-30 - القرني عبد الله 2001-08-30 |

كرة الطاولة
- العباد عبد العزيز عباد 1982-10-27
- الجدي نايف محمد 1984-11-14
- الخضراوي علي نور 1997-05-31
- بو شليبي عبد العزيز سعد 1997-03-16

ركوب الدراجات
| - التميمي 1993-09-29 - المطيري 1983-03-24 - الراجحي 1987-03-17 | - بن فايز 1994-01-19 - الإبراهيم نان 1989-04-13 - االعامري الرماد 1979-04-20 |

سباقات المضمار والميدان
| - الجعفري يحيى 1986-12-16 - الداودي سلطان 1977-01-16 - الصالحي عبد الله 1992-07-27 - العقيلي أسامة 1993-07-07 | - المليحي عبد الله 1992-03-26 - الدبيسي محمد 1994-10-03 - الجدعاني محمد 1995-05-06 - العبد الغني علي 1990-06-17 | - الياسين مازن ماو 1996-07-08 - السبيعي فهد محمد 1994-02-04 - الجدعاني عبد العزيز 1996-05-05 - السعد معاذ علي 1998-01-06 | - المولد أحمد 1988-02-16 - العامري طارق 1990-12-23 - العامري علي أحمد 1985-01-29 - مشعل 1985-01-29 |

لعبة إطلاق نار
| - سراج يوسف باش 1968/01/11 - العنزي عبد العزيز 1981/10/05 - الحربي حسين 1976/06/28 - الجهيديلي عبد 1979/11/15 | - الشهري محمد 1981/07/10 - الدوسري سفار 1984/07/26 - العمري محمد 1977/09/09 - العنزي رضا 1981/05/05 | - الياسين مازن ماو 1996-07-08 - السبيعي فهد محمد 1994-02-04 - الجدعاني عبد العزيز 1996-05-05 |  |

## تلخيص الميداليات

### الميدالية حسب الرياضة
| الميداليات              | الميداليات | الميداليات | الميداليات | الميداليات |
| الرياضة                 | الذهبية    | الفضية     | البرونزية  | المجموع    |
| ----------------------- | ---------- | ---------- | ---------- | ---------- |
| سباقات المضمار والميدان | 0          | 1          | 0          | 1          |

### قائمة الميداليات
| الميدالية | الأسم        | الرياضة   | الحدث        |
| --------- | ------------ | --------- | ------------ |
| فضية      | مازن الياسين | ألعاب قوى | 400 متر رجال |

## وصلات خارجية
الموقع الرسمي للسعودية في الألعاب الألومبية